# Günter Hoffmann (Textilgestalter)
Günter Hoffmann (* 21. Februar 1923 in Strehlen (Strzelin); † 10. Mai 1993) war ein deutscher Maler, Textilgestalter und Pädagoge.

## Leben und Werk
Hoffmann studierte von 1940 bis 1942 in Breslau bei Albert Helm (1901–1979) an der Meisterschule für Kunst und Handwerk Malerei und Wandmalerei und nahm dann als Soldat der Wehrmacht am Zweiten Weltkrieg teil. Nach der Rückkehr aus der Kriegsgefangenschaft nahm er in Dresden bei Johannes Paul Ufer, der zu der Künstlergruppe Die Elbier gehört hatte, Malunterricht. 1946 heiratete er Christa Ufer, mit der er 1947 nach Senftenberg zog. Dort machten sie Bekanntschaft u. a. mit Armin Stolper und Erwin Strittmatter, der 1978 in das Gästebuch ihrer Ausstellung schreiben würde: „Der Dichter webt in Worten, der Weber dichtet in Fäden und Farben.“
Hoffmann hatte in Senftenberg eine Stelle als Zeichenlehrer an der Walther-Rathenau-Schule und war von 1951 bis zu seiner Ablösung 1963, die unter dem fadenscheinigen Vorwand „Mängel und Verstöße bei der Leitung der Schule“ erfolgte, deren Direktor. Er arbeitete danach bis 1966 an der Oberschule I als Fachberater für Kunsterziehung. Von 1958 bis 1966 war er auch Mitglied des Redaktionskollegiums der Kunsterziehung. Zeitschrift für Lehrer und Jugenderzieher des Verlags Volk und Wissen.
Nach seinem Ausscheiden aus dem Schuldienst arbeitete Hoffmann mit seiner Frau freischaffend als Textilgestalter, wobei er die Vorlagen zeichnete und sie die handwerkliche Arbeit ausführte. Sie schufen etwa 250 Gobelins und Knüpfteppiche. Anregungen für ihre Arbeiten holten sie sich häufig aus der Literatur, so aus Gedichten von Eichendorff bis Brecht, vor allem aber aus dem Werk von Eva und Erwin Strittmatter. Ihre Arbeiten wurden im In- und Ausland ausgestellt und fanden große Anerkennung, vor allem in Frankreich.
Hoffmann war bis 1990 Mitglied des Verbands Bildender Künstler der DDR und wurde 1988 mit der Verdienstmedaille der DDR geehrt.

## Öffentliche Sammlungen mit Bildteppichen des Ehepaars (unvollständig)
- Spremberg: Niederlausitzer Heidemuseum
- Spremberg: Museum Spremberg
- Spremberg: Hochschule Lausitz

## Von Christa und Günter Hoffmann geschaffene Bildteppiche (Auswahl)
- Der Dichter und seine Welt (1978, Zyklus von 30 Gobelins zum Werk von Eva und Erwin Strittmatter)
- Regentropfen (1979)[2]
- Gewebte Poesie (vor 1983, Zyklus von 30 Gobelins)
- Liebeszyklus
- Junge Liebe (in Privatbesitz)

## Ausstellungen (unvollständig)

### Personalausstellungen (mit Christa Hoffmann)
- 1978: Hoyerswerda, Museumssaal (Zyklus „Der Dichter und seine Welt“)
- postum 2008: Senftenberg, Rathaus und Hauptgebäude der Fachhochschule Lausitz („Gewebte Poesie“; 37 Gobelins und Knüpfteppiche)

### Teilnahme an zentralen und wichtigen regionalen Ausstellungen in der DDR
- 1966 bis 1974: Cottbus, sechs Bezirkskunstausstellungen
- 1969: Leipzig, Messehaus am Markt („Kunst und Sport“)

## Weblink
- Gewebte Poesie: Stadt Senftenberg und FH Lausitz zeigen Bildteppiche von Christa und Günter Hoffmann